# Le Feu follet (roman)
Pour les articles homonymes, voir Feu follet (homonymie).
Le Feu follet est un roman de Pierre Drieu la Rochelle, publié en 1931 et dont le héros doit beaucoup à la personnalité et au destin de l’écrivain Jacques Rigaut.

## Résumé
Alain, un jeune homme dans la trentaine, s'enferme dans la drogue et la solitude. Après avoir suivi une cure de désintoxication, il entre dans une maison de repos à Versailles. Il passe ses journées enfermé dans sa chambre, peuplée d'objets fétiches. Pendant deux jours, il guette un signe de sa femme et ressasse les échecs de sa vie passée qu'il confronte à la réalité du monde environnant, aux pensionnaires neurasthéniques de la maison de repos.
Entré dans une phase de rédemption, il déjeune chez son ami d'enfance Dubourg qui mène à présent une vie rangée. Il se sent alors gêné par la vie bourgeoise de Dubourg, devenu égyptologue, qui est marié et est devenu père. Les deux anciens amis ne se comprennent pas malgré la volonté de Dubourg de faire comprendre à Alain que l'exaltation de la vie de l'esprit vaut celle de la chair. Face au fossé qui se creuse entre eux, Alain chute à nouveau dans la drogue et fréquente les salons dont il a l'habitude. Au lendemain d'une nuit de déceptions, Alain met fin à ses jours.

## Adaptations cinématographiques
- 1963 : Le Feu follet, film français réalisé par Louis Malle[1], avec Maurice Ronet
- 2012 : Oslo, 31 août, film norvégien réalisé par Joachim Trier, avec Anders Danielsen Lie, Hans Olav Brenner et Ingrid Olava[2],[3].

## Éditions
Ce roman a été publié chez plusieurs éditeurs.
- Paris, Éditions Gallimard, 1931Édition originale
- Paris, Le Livre de poche, (no 2199), 1967  (ISBN 978-2-253-09995-6)
- Paris, Éditions Gallimard, coll. « Folio », (no 152), 1972  (ISBN 978-2-07-036152-6)
- Paris, Le Grand Livre du mois, coll. «  Les trésors de la littérature », 1999  (ISBN 978-2-7028-2794-9)
- Les Lilas, Éditions du Cénacle, coll. « la caverne des introuvables », 2016  (ISBN 978-2-36788-661-9)